# Der Herr der Ringe Online
Der Herr der Ringe Online, kurz HdRO (engl. Originaltitel: The Lord of the Rings Online, kurz LotRO), ist ein kostenlos spielbares Massively Multiplayer Online Role-Playing Game (MMORPG). Der Titel basiert auf den Fantasy-Romanen Der Hobbit und Der Herr der Ringe des britischen Schriftstellers J. R. R. Tolkien und wird seit 2016 von Daybreak Game Company betrieben.
Das ursprünglich vom US-amerikanischen Unternehmen Turbine entwickelte und seit 2016 von Standing Stone Games weiterentwickelte Spiel wurde im April 2007 als Der Herr der Ringe Online: Die Schatten von Angmar für Microsoft Windows, später auch für macOS veröffentlicht und setzte zunächst ein kostenpflichtiges Abonnement voraus. Die erste von bislang elf Erweiterungen, Die Minen von Moria, erschien 2008, die aktuellste mit Die Korsaren von Umbar im November 2023.
Der Titel wurde von Kritikern weitestgehend positiv aufgenommen und erfreut sich bis heute trotz inzwischen wenig zeitgemäßer technischer Umsetzung einer aktiven Spielergemeinde. Der Herr der Ringe Online wurde 2020 von über 100.000 Spielern monatlich gespielt und erwirtschaftete durch optionale kostenpflichtige Mitgliedschaften auf Abonnementbasis einen Umsatz von rund 10 Millionen US-Dollar.

## Handlung

Karte von Tolkiens Mittelerde, Spielwelt von Der Herr der Ringe Online

Das Spiel ist in die fantastische Welt Mittelerde aus den Fantasy-Romanen Der kleine Hobbit und Der Herr der Ringe von J. R. R. Tolkien während des dritten Zeitalters eingebettet. Enthalten sind unter anderen die Gebiete Eriador mit dem Auenland, Bruchtal und Bree sowie Moria, Lothlórien, Gondor und Mordor. Die Handlung des Spiels ist aus lizenzrechtlichen Gründen nicht an Das Silmarillion oder die Der-Herr-der-Ringe- und Der-Hobbit-Filmtrilogien von Peter Jackson angelehnt. Diverse optional verfolgbare Nebenquests übergreifend, führt eine Haupterzählung nach Romanvorlage den Spieler durch Mittelerde. So soll der Weg des Rings und der Gefährten aus dem Auenland über Bree und die Wetterspitze zunächst nach Lothlorien und von dort weiter über Rohan und Gondor bis nach Mordor miterlebt werden können.

## Spielprinzip
Der Herr der Ringe: Online folgt im Wesentlichen dem genretypischen Spielprinzip eines MMORPG, das insbesondere von EverQuest (Ubi Soft, 1999) und World of Warcraft (Blizzard Entertainment, 2004) geprägt wurde. Der Spieler erstellt einen Avatar, wählt dabei ein Volk und eine Klasse aus und erkundet mit seiner Spielfigur in Third-Person-Perspektive und anderen Spielern die dreidimensionale Spielwelt, die Mittelerde nachempfunden ist. Dabei werden allein oder gemeinsam mit anderen Spielern Monster bekämpft, Aufträge von Nicht-Spieler-Charakteren angenommen, so Erfahrungspunkte und immer stärkere Ausrüstung gesammelt und Berufe ausgeübt um neue Gegenstände herzustellen. Stufenaufstiege durch Erfahrungspunkte lassen einen Charakter neue Fähigkeiten im Kampf erlernen. Darüber hinaus können Spieler ein Haus für ihren Charakter kaufen und einrichten sowie Spielergemeinschaften – sogenannte Sippen – bilden.

### Völker und Klassen
Bei Spielbeginn wird ein Avatar erstellt, das einem der sieben fiktiven Völker Hobbits, Elben, Menschen, Zwerge, Stark-Axt-Zwerge, Beorninger oder Hochelben angehört. Die Zugehörigkeit zu einem Volk bestimmt den Einstiegsort in die Spielwelt sowie die zur Auswahl stehenden Charakterklassen. Neben dem Volk wird eine aus den elf Klassen Schurke, Jäger, Waffenmeister, Wächter, Kundiger, Barde, Hauptmann, Hüter, Schläger, Runenbewahrer und Beorninger mit jeweils individuellen Stärken und Schwächen festgelegt. Manche Klassen und Völker setzen kostenpflichtige Erweiterungen voraus. Im Spielverlauf übt jeder Charakter eine der sieben Berufsklassen Entdecker, Freibauer, Historiker, Kesselflicker, Rüstungsschmied, Waffenbauer und Waldhüter aus, von denen sich jede aus drei der neun Berufe Schneider, Schürfer, Förster, Koch, Bauer, Gelehrter, Waffenschmied, Goldschmied und Drechsler zusammensetzt. Durch deren Ausübung werden die Fertigkeiten verbessert und die durch Crafting hergestellten Ausrüstungs- und Verbrauchsgegenstände steigen in ihrer Qualität. Zur Herstellung benötigte Rohstoffe können in der Spielwelt abgebaut oder eingesammelt werden.

### Sippen und Instanzen
Spieler können sich in Sippen organisieren, was dem Prinzip von Gilden oder Clans in anderen Spielen entspricht. In einer Sippe können gemeinsam Quests erledigt oder Instanzen geschlagen werden. Spieler können ein virtuelles Haus variierender Größe in einer von vier Siedlungen erwerben. Dieses kann mit Einrichtungsgegenständen, wie Möbeln oder Trophäen, geschmückt und anderen Spielern zugänglich gemacht werden. Für Häuser wird eine wöchentliche Miete in Spielwährung fällig. Wie jeder Spieler einzeln kann auch eine Sippe ein Haus unterhalten und einrichten.
Instanzen sind in sich abgeschlossene Spielwelten mit besonderen Gegnern, Aufträgen und Belohnungen für die Spielergruppe. Instanzen sind charakterstufenspezifisch angelegt und können in Gruppen aus drei oder sechs Spielern gespielt werden. Größere Instanzen, sogenannte Schlachtzüge, stehen für Gruppen von 12 und 24 Personen bereit. Schlachtzüge stellen die größte Herausforderung des Spiels dar und können im einfachen, schwierigen und besonders schwierigen Modus gespielt werden.

### Monsterplay
Das Monsterplay, auch Player versus Monster Player (kurz PvMP), bietet die Möglichkeit Figuren der Gegenseite zu spielen, also etwa Orks, Spinnen oder Warge. Dieser Spielmodus ist auf das Gebiet der Ettenöden und Osgiliath beschränkt.  Klassisches Player versus Player (PvP) ist in Form von Duellen möglich, wird jedoch nicht belohnt. PvMP sei ein Kompromiss, um der Handlung gerecht zu werden, nach der die (spielbaren) freien Völker nicht gegeneinander kämpfen.

## Entwicklung und Vertrieb
Die ersten Ideen für ein Online-Rollenspiel im Tolkien-Universum nahmen 1997 in Kalifornien Gestalt an. Inspiriert vom hauseigenen The Realm Online (1996) wurde beim US-amerikanischen Sierra On-Line unter der Leitung von Craig Alexander zunächst ein Spiel mit 2D-Grafik im Stil von Ultima Online konzipiert. Die nötigen Lizenzen zur Nutzung des Materials der Romane Der kleine Hobbit und Der Herr der Ringe wurden bei Rechteinhaber Tolkien Enterprises (heute Middle-earth Enterprises) erworben. Das Sierra-Studio Yosemite Entertainment (intern Sierra FX) nahm 1998 die Arbeiten an einem 3D-MMORPG unter dem Titel Middle-earth auf, angelehnt an die englische Bezeichnung des Kontinents Mittelerde aus Tolkiens Werken. Geplant war eine Einbettung in das vierte Zeitalter Tolkiens, also „viele Generationen“ nach den Geschehnissen der Romane und dem Ringkrieg. Spieler sollten die Möglichkeiten haben Häuser zu besitzen und einzurichten, Familien zu gründen und Haustiere zu halten. Weiterhin würde es zum Zwecke der Vereinbarkeit mit Tolkiens Werken nicht möglich sein, seine Spielfigur zu teleportieren, Magie nur eine untergeordnete Rolle spielen und der dauerhafte Tod von Charakteren („Permadeath“) durch Verhungern, Verdursten und unbehandelte Wunden verursacht oder durch andere Spieler herbeigeführt werden können. Beteiligt waren neben Alexander auch Chance Thomas, Daniel James, Stephen Nichols und Janus Anderson. Für die Veröffentlichung wurde das Jahr 2000 anvisiert, eine Betaphase sollte bereits 1999 starten. Im September 1998 ging die Website zum Projekt middle-earth.com online.
Sierras Mutterkonzern Cendant Corporation war 1998 in einen Bilanzskandal verwickelt. In der Folge wurde das Unternehmen umstrukturiert und die gesamte Softwaresparte, der auch Sierra angehörte, 1999 an den französischen Telekommunikationskonzern Vivendi verkauft. Dieser wiederum richtete Sierra strategisch neu aus und löste mehrere der Studios auf, darunter Yosemite Entertainment. Diverse Beteiligte verließen die Firma und die Arbeiten an Middle-earth wurden dem Entwickler Sierra Studios mit Sitz in Bellevue, Washington anvertraut. Nach einem zunächst schleppenden Entwicklungsprozess, nahm das Projekt erst mit einem erneuten Wechsel des Entwicklers zum externen Turbine Inc. im Jahr 2001 wieder Fahrt auf. Anfang 2005 stieg Lizenznehmer Vivendi jedoch endgültig aus dem Projekt aus. Rechteinhaber Tolkien Enterprises lizenzierte fortan Entwickler Turbine direkt. Im Frühjahr 2006 wurden die Publishing-Partner Midway Games für den nordamerikanischen und Codemasters Online Gaming für den europäischen Markt bekanntgegeben. Nach einer geschlossenen und einer offenen Betaphase und nachdem der Veröffentlichungstermin mehrfach verschoben wurde, erschien Der Herr der Ringe Online: Die Schatten von Angmar, im Original The Lord of the Rings Online: The Shadows of Angmar, im April 2007 mit wenigen Tagen Abstand in den USA und Europa.
Lizenznehmer und Entwickler Turbine Inc. wurde 2010 von Warner Bros. Interactive Entertainment übernommen und der Vertrieb des Spiels ging in Nordamerika an den neuen Mutterkonzern. In Europa arbeitete Warner zunächst weiter mit Codemasters zusammen, bis Turbine den Vertrieb 2011 unter eigener Flagge unternahm. Im selben Jahr der Übernahme durch Warner wechselte das Vertriebsmodell vom Abonnement-basierten zu einem Free-to-play-Modell. Ende 2016 erfolgte die Neugründung von Standing Stone Games mit dem Personal von Turbine, das seitdem das Spiel entwickelt. Der Vertrieb wurde gleichzeitig überregional an Daybreak Game Company (bis 2015 Sony Online Entertainment) übertragen. Im Dezember 2020 wurde die vollständige Übernahme von Betreiber Daybreak Games durch die schwedische Holding Enad Global 7 für eine Summe von 300 Millionen US-Dollar bekanntgegeben.

### Erweiterungen
Mit regelmäßig veröffentlichten Aktualisierungen und als „Bänden“ vermarkteten Erweiterungen wurde der Spielumfang über 16 Jahre hinweg ausgebaut. Mehr als 30 Aktualisierungen und zwölf umfangreiche Erweiterungen erhöhten die maximal erreichbare Charakterstufe von 50 auf 150 und vergrößerten die Spielwelt sukzessive um aus der Literaturvorlage bekannte Regionen Mittelerdes samt neuen Städten, Nicht-Spieler-Charakteren, Quests, Gegenständen und Instanzen. Auch die Klassen- und Völkerauswahl wurde nachträglich erweitert und die Erzählung der Hauptgeschichte mit jeder Erweiterung fortgeführt. Die erste Erweiterung erschien 2008 mit Die Minen von Moria, die aktuellste im November 2023 mit Die Korsaren von Umbar. Ende 2018 wurden mehrere „Legendary Server“ in Betrieb genommen, die Spieler – vergleichbar mit World of Warcraft Classic – die ersten Kapitel größtenteils ohne die neueren Inhalte nachfolgender Addons erneut spielen lassen.

### Geschäftsmodell
Von der Veröffentlichung bis zum 2. November 2010 wurde ein monatliches Abonnement vorausgesetzt. Zeitweise war der Erwerb einer lebenslangen Mitgliedschaft gegen eine einmalige Zahlung von 220 Euro möglich. Seit 2010 ist das Basisspiel kostenlos spielbar, die Erweiterungen können einzeln erworben oder zu regelmäßigen Werbeaktionen vergünstigt oder kostenlos freigeschaltet werden. So wurde die kostenfrei spielbare Version im April 2022 – anlässlich des 15-jährigen Jubiläums des Spiels – standardmäßig um sämtliche Inhalte der ersten fünf Erweiterungen ergänzt. Seit 2012 ist Der Herr der Ringe Online auch über die Vertriebsplattform Steam erhältlich.
Seit Veröffentlichung ist das Spiel neben der Verfügbarkeit als Download auch in verschiedenen Varianten im Einzelhandel erschienen. So sind oder waren beispielsweise eine Special Edition, eine Collector’s Edition, eine Gold Edition, eine Anniversary Edition und eine Mithril Edition erhältlich, die neben dem Spiel und Extras wie Büchern oder Miniaturen auch zusätzliche Spielinhalte und zeitlich begrenzte Abonnement-Mitgliedschaften enthielten. Datenträger mit dem Spiel waren verschiedenen Computerspielezeitschriften beigelegt, etwa einer Ausgabe PC Games von 2007 und zwei Ausgaben Computer Bild Spiele von 2011. Erstere enthielt neben den Programmdaten auch Videos mit Anleitungen zum Spiel und Audiodateien des Soundtracks.

## Technik
Der zunächst ausschließlich für Microsoft Windows verfügbare Spielclient, der von einer hauseigenen 3D-Engine angetrieben wird, ist seit November 2012 auch für macOS verfügbar. Die Engine setzt mindestens eine DirectX-9.0c-fähige Grafikkarte voraus und wurde in einem Update um DirectX-10-Kompatibilität erweitert. 2010 wurden mit der Unterstützung von DirectX 11 neue Wassereffekte hinzugefügt. Das Benutzer-Interface ist anpassbar, die skriptfähige Lua-Schnittstelle, die auch in World of Warcraft zum Einsatz kommt, wurde im Herbst 2010 implementiert und ermöglicht Spielern die Erstellung eigener GUI-Elemente.

### Soundtrack
Der Soundtrack zum Spiel wurde erstmals als Beilage auf CD mit der Special Edition von Die Schatten von Angmar separat veröffentlicht. Mit den diversen Erweiterungen und Aktualisierungen des Spiels sowie mit dem Erscheinen neuer Einzelhandels-Sammlereditionen wurden in regelmäßigen Abständen weitere, überarbeitete oder neu zusammengestellte Stücke veröffentlicht. Komponiert wurden die meisten Tonstücke von Chance Thomas, Stephen DiGregorio, Bill Champagne und Matthew Harwood. Die Werke wurden üblicherweise auch online zum kostenfreien Herunterladen oder Streamen via Soundcloud oder YouTube angeboten.

## Rezeption
Der Herr der Ringe Online: Die Schatten von Angmar erhielt überwiegend positive Wertungen der Computerspielpresse. Wertungsaggregator Metacritic ermittelte eine überdurchschnittliche Gesamtwertung von 86 aus 100 Punkten auf Grundlage von 40 Testberichten. Das Spiel wurde nach Veröffentlichung vielfach mit dem damaligen Genre-Platzhirsch World of Warcraft (Blizzard Entertainment, 2004) sowie mit den als Genreklassikern geltenden EverQuest (Ubi Soft, 2000) und Ultima Online (Electronic Arts, 1997) verglichen. Auch die Erweiterungen schnitten durchweg „im Allgemeinen positiv“ ab und erreichten individuelle aggregierte Wertungen von 85 (Die Minen von Moria), 83 (Die Belagerung des Düsterwalds) und 88 (Die Reiter von Rohan).
Der Herr der Ringe Online orientiere sich grundsätzlich eng an den bewährten genretypischen Spielmechaniken. Kampfmechaniken, Spielergruppen und Berufe fielen in altbekannte Schemata, dennoch würden diverse Neuerungen und Eigenheiten geboten, wie das Auszeichnungs-System und das Monster Play. Der Titel biete jedoch eine rundum einsteiger- und benutzerfreundliche Erfahrung, insbesondere für Neulinge des Genres. Vorzüge des Spiels seien die ausgeschmückte Handlung in der vertrauten Welt Tolkiens, eine ausgeprägte Rollenspiel-Komponente durch unzählige Möglichkeiten den eigenen Charakter zu individualisieren und Tätigkeiten, denen nachgegangen werden kann sowie eine einzigartige Atmosphäre durch gelungenes Zusammenspiel audio-visueller Gestaltung und einer immersiven Erzählung.
In einem Bericht zum Stand des MMO nach über 14 Jahren Betrieb und Weiterentwicklung stellte GameStar 2021 die Stärken und Schwächen des Spiels heraus. Das Spiel friste ein Nischendasein und sei nicht für jeden Spielertyp geeignet. Für solche jedoch, denen eine weitläufige und anspruchsvoll gestaltete Spielwelt, eine immersive und konsistente Hintergrundgeschichte und eine freundliche Spielergemeinschaft mit regelmäßigen Events wichtiger sind als ein ausgefeilter Spieler-gegen-Spieler-Modus, aktive Gilden mit regelmäßigen Schlachtzügen und technische Fehlerfreiheit, denen sei Der Herr der Ringe Online trotz seines Alters zu empfehlen. Die Spielwelt sei „teilweise atemberaubend schön“, die Handlung entlang der Hauptquest „kein Beiwerk, sondern ein Highlight“ und die Spielergemeinschaft im Allgemeinen „nett, hilfsbereit und gesprächsfreudig“. Die großen Schwächen des Spiels seien unausgewogen starke Fähigkeiten und völlig vernachlässigte Mehrspieler-Inhalte: „Mehr und mehr mausert sich das MMO zu einer Einzelspieler-Erfahrung“, so der Autor. Der größte Makel sei die technische Unausgereiftheit, wofür die seit Jahren nicht wesentlich erneuerte Spiel-Engine und -Infrastruktur verantwortlich sei: „Das Spiel quietscht und knarzt an jeder Ecke.“ Für Spieler, die Abstriche machen könnten, lohne sich ein Einstieg trotzdem mehr denn je und könne der Underdog des Genres ein „wahres Content-Monster“ bieten. Auch 2022, im Jahr seines 15. Jubiläums, genieße der „MMO-Klassiker“ eine gewisse Beliebtheit.

### Auszeichnungen
In fünf Kategorien nominiert, gewann Der Herr der Ringe Online: Die Schatten von Angmar bei den Golden Joystick Awards 2007 die Auszeichnung „PC-Spiel des Jahres“ und setzte sich dabei gegen World of Warcraft: The Burning Crusade, Football Manager 2007, Command & Conquer 3: Tiberium Wars und S.T.A.L.K.E.R.: Shadow of Chernobyl durch. Die Redaktion von GameSpy kürte den Titel 2007 zum „MMO des Jahres“, „Spiel des Monats“ Mai und platzierte ihn auf Rang sechs der „besten PC-Spiele des Jahres“. buffed bezeichnete den Soundtrack als einen der „stimmungsvollsten aus allen Online-Rollenspielen“.
IGN zählte Der Herr der Ringe Online 2018 zu den besten Free-to-play-Spielen sowie den „fünf besten Der-Herr-der-Ringe-Computerspielen“. Das Spiel sei der erste Eintrag unter der Lizenz gewesen, der „das Ausmaß der weitläufigen Fantasy-Welt auch nur annähernd einfangen konnte und tat dies mit Bravur“. In einer Leserumfrage des Online-Spielemagazins Massively Overpowered wurde der Titel zu dem am meisten unterschätzten MMORPG des Jahres 2019 gewählt, Konkurrenten in der Umfrage waren unter anderem Dungeons & Dragons Online (ebenfalls Daybreak Game Company, 2006), Star Wars: The Old Republic (Electronic Arts, 2011) und Wurm Online (Code Club, 2012). GameStar zählte das Rollenspiel Ende 2021 zu den „besten Free-to-play MMORPG“. Im Juli 2022 platzierte GameSpot Der Herr der Ringe Online auf dem sechsten Platz in einer Aufstellung der zehn „besten Der-Herr-der-Ringe-Spiele“. Screen Rant führte das MMORPG als Beispiel einer gelungenen Umsetzung des Free-to-play-Konzeptes in Kombination mit Mikrotransaktionen an. Sämtliche Inhalte könnten auch ohne den Einsatz von Echtgeld innerhalb des Spiels erreicht werden. Rock Paper Shotgun führte das Spiel 2021, 2022 und 2023 in seiner jährlich herausgegebenen Aufstellung der zehn „Besten MMO und MMORPG“.

### Spieler- und Verkaufszahlen

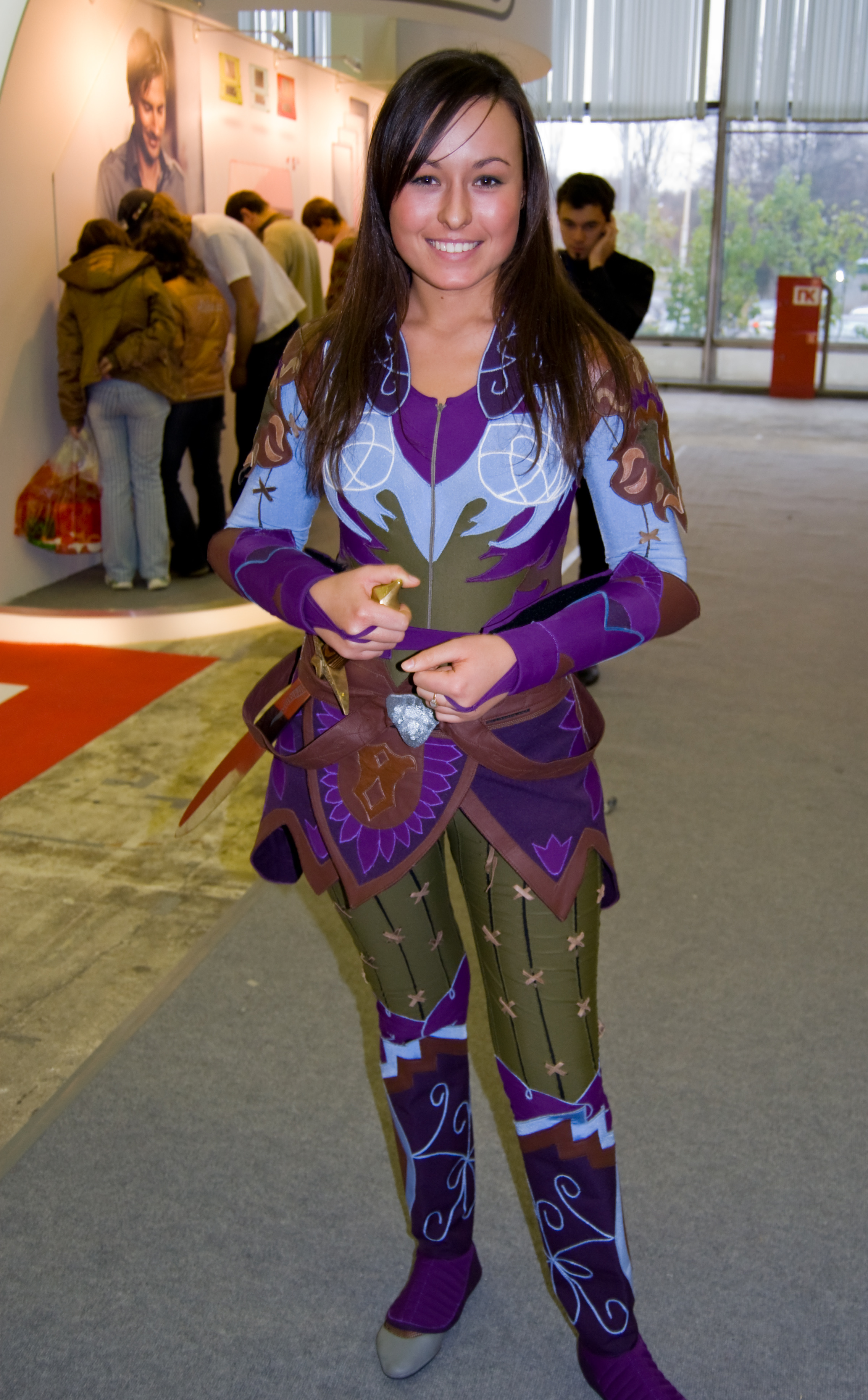
Cosplay aus Der Herr der Ringe Online

In der Woche seiner Veröffentlichung belegte Der Herr der Ringe Online den ersten Platz der PC-Spiel-Verkaufscharts in Nordamerika und Europa. Dabei setzte es sich gegen den bisherigen Topseller World of Warcraft und das ebenfalls neu erschienene und vielversprechende Command & Conquer 3: Tiberium Wars durch. Im ersten Quartal nach Erscheinen konnte Midway in Nordamerika über 172.000 Verkäufe des Spiels verzeichnen. Zu einem starken Anstieg der Spielerzahlen und des Umsatzes führte die Umstellung auf ein Free-to-play-Modell 2010, durch die sich die Zahl der aktiven Spieler sowie der Umsatz verdreifachen konnte, über einer Million neuer Spielerkonten erstellt wurden und 20 % der ehemaligen Spieler zurückkehrten.
Der Titel erreichte 2012 zur Veröffentlichung auf Steam ein Allzeithoch von 3965 Spielern, die zum selben Zeitpunkt über die Plattform spielten. Im September 2020 verzeichnete der Betreiber 108.000 monatlich aktive Spieler, von denen 41.000 eine zahlungspflichtige Mitgliedschaft in Form eines Abonnements unterhielten. Der dadurch generierte Umsatz betrug 2020 über 9,9 Millionen US-Dollar. Im April 2022 konnte nach Erscheinen des Jubiläums-Updates zum 15. Jahrestag der Veröffentlichung ein erneuter Höchststand der Spielerzahlen seit 2016 gemessen werden. Auf Steam wurden zu diesem Zeitpunkt über 3700 gleichzeitige Spieler gezählt. Eine im Mai 2022 bekanntgegebene Einstellung eines bei Publisher Daybreak Games in Auftrag gegebenen MMO, das im Marvel-Universum hätte spielen sollen, trug zu einer erneuten Popularitätswelle bei.

### Alterseinstufungen
Das US-amerikanische Entertainment Software Rating Board (ESRB) stufte das Spiel und alle Erweiterungen als geeignet ab 13 Jahren ein. Enthalten seien neben Darstellungen von Blut und Gewalt auch Konsum von Alkohol und Tabak. Die europäische Pan European Game Information (PEGI) empfahl das Spiel wegen Gewaltdarstellungen in fantastischem Setting ab 12, die Erweiterung Helms Klamm aufgrund von „realistischen Gewaltdarstellungen“ erst ab 16 Jahren. Der deutsche Branchenverband Unterhaltungssoftware Selbstkontrolle legte eine in Deutschland beim Verkauf verbindliche Altersbeschränkung von 12 Jahren fest.

## Nachfolger
Der chinesische Publisher Leyou Technologies kündigte 2018 an, zusammen mit Entwickler Athlon Games an einem ebenfalls kostenlos spielbaren Massively Multiplayer Online Game für PC und Konsolen auf Grundlage der Fantasy-Romane zu arbeiten. Auch Amazon Games war an der Entwicklung beteiligt. Noch 2020 wurden weitere Details zum Spiel bekannt, wie etwa dass die Handlung chronologisch vor den Geschehnissen der Romanvorlage und damit der von Der Herr der Ringe Online spielen sollte, und eine geplante Veröffentlichung für 2022 bekanntgegeben, bevor im April 2021 die Einstellung des Projekts verkündet wurde. Grund seien vertragliche Uneinigkeiten zwischen den Beteiligten nach dem Kauf von Leyou durch Tencent gewesen.
Im Mai 2023 verkündete Amazon Games erneut, an einem MMO-Titel zu Der Herr der Ringe zu arbeiten, das nichts mit dem zuvor eingestellten Projekt zu tun habe. Das Studio Amazon Games Orange County (New World) leitet die Entwicklung des PC- und Konsolenspiels, das auf den Romanen Der Hobbit und Der Herr der Ringe basiert. Standing Stone Games sicherte den Spielern von Der Herr der Ringe Online daraufhin zunächst anhaltende Unterstützung ihres „Evergreens“ von Entwicklerseite zu.